# Gaspar Polanco
Gaspar Polanco Borbón (Monte Cristi, República Dominicana, 1816-La Vega 1867) fue un militar y político dominicano.
Ha sido uno de los más notables genios militares de la historia de la República Dominicana y ejerció como su 7.º presidente. Varios historiadores lo catalogan como "la primera espada" de la Guerra de la Restauración.
En agosto de 1863 ya ostentaba el rango de general, y asumió como Comandante en Jefe la conducción de la guerra restauradora por su inteligencia natural, su extraordinaria capacidad militar y sobre todo por ser el único general de la antigua República.

## Biografía
Hijo de Valentín Polanco (1790-), un rico hatero de Santiago de los Caballeros  dueño de ganados y haciendas de tabaco y radicado en Monte Cristi y de Martina de Borbón. A pesar de proceder de una familia burguesa distinguida no asistió a la escuela en su niñez y no sabía leer ni escribir, aunque si firmaba su nombre. Su hermano mayor, Juan Antonio Polanco, fue también general de brigada en la guerra de la Restauración y uno de sus principales organizadores. Su hermana, Rita Polanco Borbón, fue esposa del también restaurador Federico de Jesús García Archivado el 14 de enero de 2018 en Wayback Machine. Su sobrina Ana Polanco, hija de Juan Antonio, fue esposa del también restaurador y 9.º presidente de la República Dominicana Pedro Antonio Pimentel
Polanco Borbón contrajo matrimonio con María Ortega en Santiago de los Caballeros, luego asentándose en Cañeo, Esperanza en la provincia de Valverde donde crecieron sus cuatro hijos varones: Tomás, Francisco, Manuel y José Mauricio, quienes se dedicaron a las actividades agropecuarias en las posesiones de la familia en Valverde y en Navarrete .

## Carrera militar y política

### Guerra de la Independencia
En 1844, participó en la Guerra de la Independencia Dominicana, con el rango de coronel, destacándose en la Batalla de Talanquera y la Batalla del 30 de Marzo. Se destacó en las campañas militares de la Línea Noroeste con tropas de zonas rurales. En 1848 fue ascendido a capitán y destinado a las unidades de Caballería de la Línea Noroeste, participando durante ese año y el de 1849, en acciones de asedio, hostilización y ataques de las fuerzas haitianas acantonadas en la comarca a lo largo del río Maguaca.
Para entonces Polanco había ganado fama como soldado de vanguardia, experto conocedor del terreno de la comarca y era utilizado, y lo sería siempre como jefe de exploradores y de vanguardia. Con el rango de teniente coronel y jefe de vanguardia se destacó en las Batallas de Sabana Larga y de Jácuba, por lo que por la misma época fue ascendido a general de brigada. En 1858, ocupaba ya la jefatura militar de la Sección de La Peñuela.

### Revolución de 1857
Buenaventura Báez era considerado por Gaspar Polanco y sus hombres como un enemigo de los intereses del Cibao ya que este causó la ruina de los tabaqueros y una grave crisis económica. En julio de 1857, el general Gaspar Polanco encabezó una revolución junto con los generales Domingo Mallol y Juan Luis Franco Bido que estableció un gobierno paralelo con José Desiderio Valverde como presidente y con sede en Santiago. La capital, Santo Domingo, fue sitiada desde el 31 de julio de 1857 hasta el 13 de junio de 1858

### Período Anexión de España
Como General de Brigada jefe de la Caballería y las Reservas Militares en la Línea Noroeste quedó Gaspar Polanco inicialmente al servicio de España al consumarse la Anexión, la cual apoyó convencido por Pedro Santana. En esas funciones, bajo las órdenes del General José Antonio Hungría, Lugar teniente Gobernador en la región norte, encabezó las fuerzas españolas que persiguieron a los patriotas restauradores, entre los que se encontraba su hermano mayor Juan Antonio Polanco, que en febrero de 1863 intentaron iniciar la guerra contra España

### Guerra de la Restauración
A partir del 16 de agosto el brigadier español Manuel Buceta y los españoles son perseguidos desde Capotillo a través de toda la Línea Noroeste por Pedro Pimentel, su hermano Juan Antonio Polanco, y Benito Monción. El audaz y experimentado guerrero se coloca al su lado y llega con ellos a las afueras de la ciudad de Santiago, la cual ha comenzado a ser sitiada por miles de hombres.
Fue proclamado Comandante en Jefe de las fuerzas restauradoras, por todos los caudillos revolucionarios de la región. Fue aceptado por sus condiciones de valeroso y competente guerrero, por haber sido el único general de las campañas de la Independencia que tomaba parte hasta ese momento en el movimiento, por su peso social, su prestigio y su autoridad.

### El asedio de Santiago
El 31 de agosto de 1863 el General Gaspar Polanco se levantó desde Quinigüa y se dirigió a la toma de Santiago. Lideró el ataque a la ciudad de Santiago el 6 de septiembre de 1863, la cual se propuso capturar a sangre y fuego. Tomó la decisión de incendiar parte del pueblo de Santiago, rodeando a la Fortaleza de San Luis en un torrente de llamas y humo. 
La estrategia surtió el efecto esperado, ya que cuando la ciudad quedó en cenizas, perdió valor estratégico para los españoles que no tenían de donde abastecerse, ni donde guarecerse. Cuando los sitiados en la Fortaleza San Luis decidieron salir hacia Puerto Plata, les persiguió tenazmente, emboscándoles en El Carril, y El Limón, provocando numerosas perdidas para los españoles. En Gurabito venció a Hungría, Alfau y Buceta. En Puerto Plata, también venció a los españoles. Libró otras batallas importantes para la gesta restauradora.
Polanco alcanzó el grado de Generalísimo por su eficiencia y valor en el asedio de Santiago.

## Presidencia de la República

Busto de Gaspar Polanco en el Parque Independencia de Santo Domingo

La entrega de Polanco a la causa restauradora era incuestionable. No aprobó la actitud vacilante frente a las autoridades españolas del gobierno encabezado por José Antonio Salcedo (Pepillo), quien se había autoproclamado presidente de la República sin la aprobación de la mayoría de los restauradores.  La revolución restauradora había perdido dinamismo a causa de actitudes negligentes y movimientos sospechosos del presidente Salcedo. Influenciado por su hermano Juan Antonio, que era ilustrado , encabezó la rebelión contra Salcedo y propició su derrocamiento el 10 de octubre  de 1864. 
Tras derrocar a Salcedo de la presidencia fue presidente de la República en armas desde el día 10 de octubre de 1864 hasta el 24 de enero de 1865. Durante su Gobierno, Polanco tomó algunas medidas muy positivas para el país tanto en términos económicos como educativos. Ulises Espaillat fue su vicepresidente,y su gabinete incluía a los restauradores Máximo Grullón Salcedo y Silverio Delmonte en la Comisión de Interior y Policía; y al restaurador y poeta Manuel Rodríguez Objío en la Comisión de Relaciones Exteriores, 
Ordenó a Gregorio Luperón a exiliar al expresidente Salcedo hacia Haití, pero las autoridades haitianas no lo aceptaron. Para no arriesgar el éxito de la restauración y debido a las intenciones de Salcedo de auspiciar el retorno del caudillo anexionista Buenaventura Báez, Polanco, con la aprobación de los demás restauradores, ordenó el fusilamiento de Salcedo. A pesar del éxito contundente de la gesta restauradora, su acción contra Salcedo opacó la gloria de Polanco Borbón en ciertos círculos dirigentes.

## Derrocamiento y muerte
Fue derrocado de la presidencia por un movimiento que su hermano Juan Antonio apoyó encabezado por Pimentel, Monción y García, quienes consideraban su intento de monopolizar el tabaco con sus amigos y relacionados como una decisión arbitraria y dictatorial, y pasó a dedicarse a sus hatos y actividades agropecuarias donde residía en Esperanza, Valverde. 
Luego de restaurada la República, Polanco participó en varios movimientos revolucionarios, como todos los de su época, para una simple sustitución del Gobierno. En una acción armada en 1867 en defensa del gobierno del Gral. José María Cabral, primer presidente elegido por sufragio universal, fue herido en un pie. Fue llevado a recibir atenciones médicas a Santiago y luego trasladado a la ciudad de La Vega, donde murió aquejado de tétanos, producto de la herida recibida. Su hermano mayor Juan Antonio continuó la lucha antianexionista contra Buenaventura Báez, lidereando a finales de 1873 una rebelión militar en Monte Cristi junto con Ulises Heureaux que, aunque fue sofocada, marcó el comienzo del fin de su gobierno de los seis años.
Sus restos reposan en el Panteón Nacional.